# Анхеліка Городішер
Анхе́ліка Беатрі́с дель Роса́ріо Арка́ль де Городі́шер (ісп. Angélica Beatriz del Rosario Arcal de Gorodischer, 28 липня 1928, Буенос-Айрес — 5 лютого 2022, Росаріо) — аргентинська письменниця.

## Біографія
Народилася Анхеліка 28 липня 1928 року в Буенос-Айрес у сім'ї бізнесмена та поетеси.
1936 року сім'я переїжджає до Росаріо, де Анхеліка живе до теперішнього дня. Закінчивши школу № 2 (ісп. Escuela Normal No. 2), Городішер протягом декількох років вивчає літературу в Національному університеті Узбережжя (ісп. Universidad Nacional del Litoral).
Була одружена (чоловік має предків з України), в шлюбі народилися донька та троє синів. Професійну літераторську діяльність розпочинає в 30 років.
1964 року опубліковане її перше оповідання — «Влітку, під час сієсти з Мартіною» (ісп. En verano, a la siesta y con Martina), а 1965 року вже виходить ціла збірка оповідань у жанрі реалізму — «Оповідання зі солдатами» (ісп. «Cuentos con Soldados»).
Однак, письменниця найбільше відома у жанрі наукової фантастики («Опус два» (ісп. Opus dos), «Кальпа Імперії» (ісп. Kalpa Imperial), «Трафальгар» (ісп. Trafalgar) тощо). Вона вважається однією з найвпливовіших авторів цього жанру. Разом із іспанкою Елією Барсело та кубинкою Даїною Чав'яно є частиною так званої «жіночої трійці іспаномовної наукової фантастики»[джерело?]. Її часто порівнюються з Хорхе Борхесом.
Переконана феміністка. Протягом 1990-х організовує низку колоквіумів та симпозіумів на тему жінок-письменниць Латинської Америки.
Лауреатка багатьох літературних премій.
Померла 5 лютого 2022 року у себе вдома, у м. Росаріо.

## Твори

### Романи
- Opus dos (1966) — «Опус два»;
- Kalpa Imperial (1984) — «Кальпа Імперії»;
- Floreros de alabastro, alfombras de bokhara (1985) — «Вази з алебастру, килими з бухари»;
- Jugo de Mango (1988) — «Манговий сік»;
- Fabula de la virgen y el bombero (1993) — «Байка про незайману та пожежника»;
- Prodigios (1994) — «Вундеркінди»;
- La noche del inocente (1996) — «Ніч невинного»;
- Doquier (2002) — «Скрізь»;
- Tumba de jaguares (2005) — «Могила ягуарів»;
- Tres colores (2008) — «Три кольори»;
- Tirabuzón (2011) — «Пасмо»;
- Las señoras de la calle Brenner (2012) — «Сеньйори з вулиці Бреннер».

### Збірки оповідань
- Cuentos con soldados (1965) — «Розповіді зі солдатами»;
- Las Pelucas (1969) — «Крила»;
- Bajo las jubeas en flor (1973) — «Під тамаріндом у цвіту»;
- Casta luna electrónica (1977) — «Цнотливий електричний місяць»;
- Trafalgar (1979) — «Трафальгар»;
- Mala noche y parir hembra (1983) — «Погана ніч і народження доньки»;
- Las Repúblicas (1991) — «Республіки»;
- Técnicas de supervivencia (1994) — «Техніки виживання»;
- Como triunfar en la vida (1998) — «Як досягти успіху в житті»;
- Menta (2000) — «М'ята»;
- Querido amigo (2006) — «Дорогий друг»;
- Las nenas (2016) — «Дівчата».

### Антологія
- Cien islas (2004) — «Тисяча островів».

### Есе
- A la tarde, cuando llueve (2007) — «Ввечері, коли дощить».

### Біографія
- Historia de mi madre (2003) — «Історія моєї матері».

### Фільмографія
- La cámara oscura (1989) — «Камера-обскура» — аргентинсько-французька драма Марії Вікторії Меніс. Базується на однойменному оповіданні Анхеліки Городішер.